# プリンシプル・オブ・チャリティー
プリンシプル・オブ・チャリティー (英: principle of charity) は、英語圏の現代哲学の用語。様々な意味で使われるが、最も日常的な意味は、「相手の議論を組み立てなおす場合には、できるだけ筋の通ったかたちに組み立てなおすべきだ」というクリティカル・シンキングの基本的な原理。この原理を放棄すると「わら人形論法」に陥る。
日本語では「思いやりの原理」「寛容の原理」「寛容の原則」「寛大の原理」「好意の原理」「好意の原則」「慈愛の原理」「慈悲の原理」「善意の原理」「善意解釈の原理」「チャリティ原則」などと訳される。「解釈上の思いやりの原理」「解釈における思いやり」(interpretative charity) 「チャリタブル・リーディング」(charitable reading) などともいう。

## クリティカル・シンキング
生産的な議論（相手を言い負かすのではなく、相手と協力して合理的な結論に至ろうとする議論）において、プリンシプル・オブ・チャリティーは必要不可欠な原理であり、心構えである。
人間の言葉には、常に曖昧さ・多義性が伴う。たとえば、日本語の「できる」には「許可する」「物理的に可能だ」「法律で認められている」などの意味がある。議論において相手がどの意味で使っているかを逐一問いただしたり、定義を説明させていては、きりがない。したがって、聞き手の側が文脈をたよりに意味を解釈する必要がある。その際、できるだけ筋の通る意味に解釈する態度が、プリンシプル・オブ・チャリティーである。これに加えて、筋の通る解釈が困難な場合は自分の思い違いも疑うこと、相手の些細な言い間違いや言い忘れについて揚げ足を取らないこと、なども含まれる。これらを放棄したまま相手に反論すると、わら人形論法に陥る可能性が高い。
関連する原理として、聞き手でなく話し手側の原理であるポール・グライスの「協調の原理」、「人道の原理」がある。

## 文献解釈
プリンシプル・オブ・チャリティーは、哲学文献の読解や、哲学史の学習・研究にも応用できる。
つまり例えば、プラトンの著作を読んだり「イデア論」について調べたりするとき、できるだけ筋の通るように解釈し、筋の通る解釈が困難な場合は、プラトンに非があるのでなく、自分の側に誤読や調査不足があるのではないかと考える、という原理として応用される。
この原理は、哲学史だけでなく科学史や異文化理解にも応用できる。この意味でのプリンシプル・オブ・チャリティーの実践者として、トーマス・クーンやジョン・ロールズが挙げられる。法哲学・法解釈におけるドウォーキンらの解釈主義においても応用されている。
この原理のせいで却って文献を曲解してしまう、という否定的な意味で言及される場合もある。

## デイヴィドソン
そもそも「プリンシプル・オブ・チャリティー」という言葉を広めたのは、分析哲学者のドナルド・デイヴィドソンである。しかしながら、デイヴィドソンの用法とここまでに述べた用法は、実のところほぼ無関係である。
デイヴィドソンの言語哲学（自然言語の意味の理論）において、人間同士のコミュニケーションが成立するには、話し手が発話した文を、聞き手がT-文に変換する必要があるとされる。その変換を行う際、聞き手に強いられるものが「プリンシプル・オブ・チャリティー」である。この意味での「プリンシプル・オブ・チャリティー」は、心構えや態度というより、そうせざるを得ない「制約」である。仮にこれを放棄した場合、話し手の発話が「無意味なノイズの羅列」に聞こえる、ということになる。デイヴィドソンは、クワインやニール・ウィルソン (Neil L. Wilson) の先行研究を踏まえてこれを論じていた。